# Cyclophora brunnearia
Cyclophora brunnearia är en fjärilsart som beskrevs av Lambert-Joseph-Louis Lambillion 1905. Cyclophora brunnearia ingår i släktet Cyclophora och familjen mätare. Inga underarter finns listade i Catalogue of Life.